# فيكتور جاي كمبر
فيكتور جاي كمبر (بالإنجليزية: Victor J. Kemper)‏ هو مصور سينمائي أمريكي، ولد في 14 أبريل 1927 في نيوآرك في الولايات المتحدة.

## وصلات خارجية
- فيكتور جاي كمبر على موقع IMDb (الإنجليزية)
- فيكتور جاي كمبر على موقع ألو سيني (الفرنسية)
- فيكتور جاي كمبر على موقع أول موفي (الإنجليزية)
- فيكتور جاي كمبر على موقع قاعدة بيانات الأفلام السويدية (السويدية)
- فيكتور جاي كمبر على موقع قاعدة بيانات الفيلم (الإنجليزية)
- فيكتور جاي كمبر على موقع كينوبويسك (الروسية)